# The Prodigal Sons
The Prodigal Sons was een Nederlandse muziekgroep die actief was tussen 1991 en 1996.

## Geschiedenis
De groep werd in 1991 opgericht en bereikte dat jaar de finale van de Grote Prijs van Nederland. De groep bestond oorspronkelijk uit Erwin Nijhoff (zang), Albert Bartelds, Gerrit Veldman en Rick Mensink. Met Nijhoff, bassist Bartelds en drummer Henk Holsappel verscheen in 1993 hun eerste cd Wine of Life en de single You Still Think werd veel gedraaid op de radio. In 1995 kwam het tweede album In the Eye of a Stranger uit. The Prodigal Sons bestond toen naast Nijhoff uit Jeroen Hobert (drum), Marco Hovius (gitaar) en Arjan Pronk (bas). De band speelde onder meer op Pinkpop en toerde in Nederland en Duitsland. 
In oktober 1996 viel de band uiteen en Nijhoff ging als The Prodigal Son solo en later als Erwin Nyhoff. In 2007 had de band een reünietournee. Hobert, Hovius en Pronk gingen hun eigen weg en richten samen de band 16Down op, waarmee ze onder meer de top 40-hit Subtle Movements scoorden. Nyhoff probeerde in 2011 door mee te doen aan het tv-programma The voice of Holland zijn carrière nieuw leven in te blazen. Hij haalde in januari 2012 de finale en werd derde. In 2021 speelde hij Harry Muskee in het muziektheaterstuk "Muskee – So many roads" dat in Assen is opgevoerd onder de muzikale leiding van Erwin Java.

## Discografie

### Albums
- Wine of Life (1993)
- In the Eye of a Stranger (1995)
- You Still Think (compilatie 1996)

### Ep
- Live at Pinkpop (1994)

### Singles
- In Another Land (1993)
- That's When I Love You (1993)
- Wine of Life (1993)
- You Still Think (1993)
- China (1995)
- Cool It (1996)
- Misty Rain (1996)